# Константність сприйняття кольору

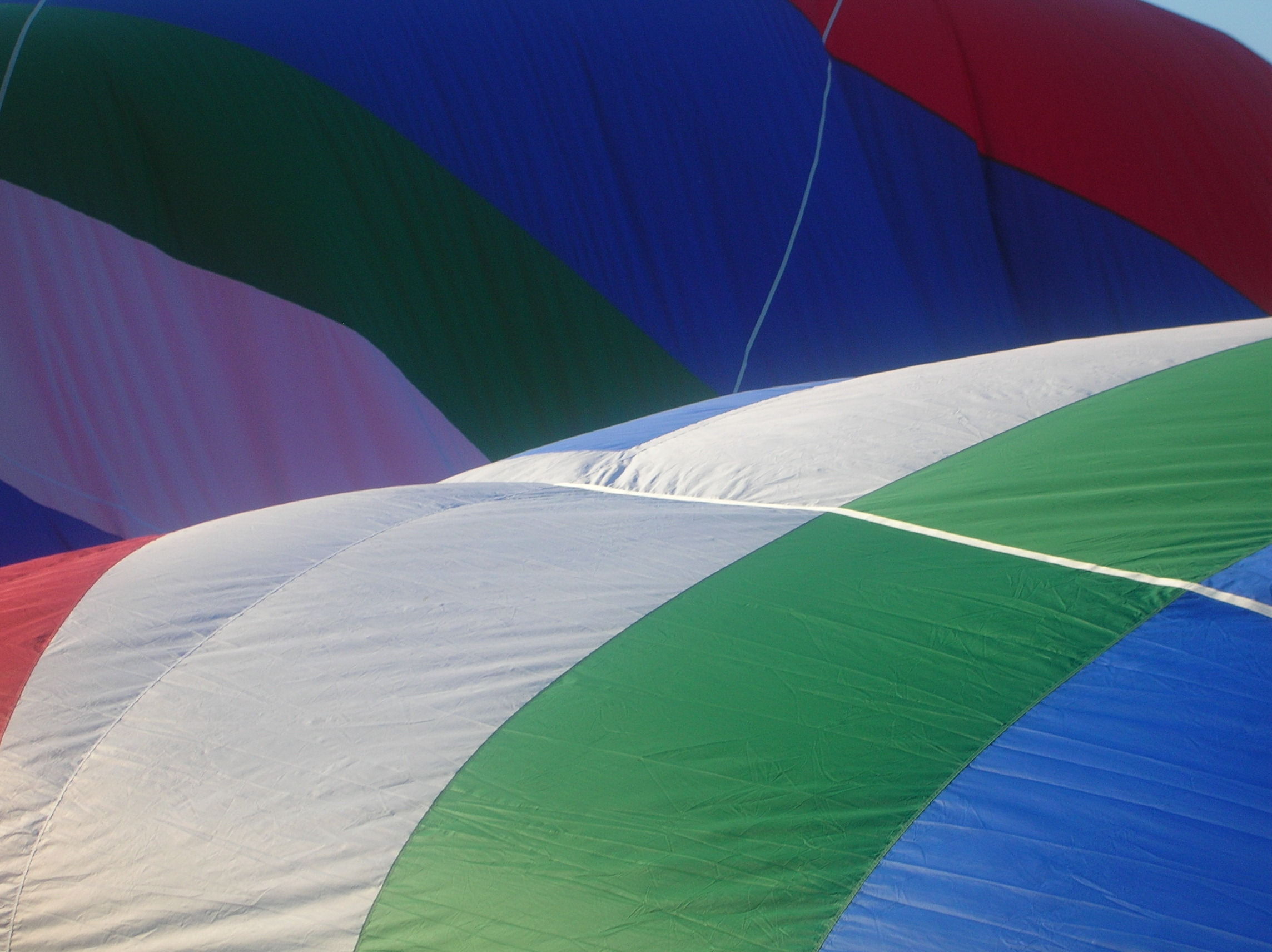
Кольори тканини на повітряній кулі в тіні і на світлі сприймаються як однакові

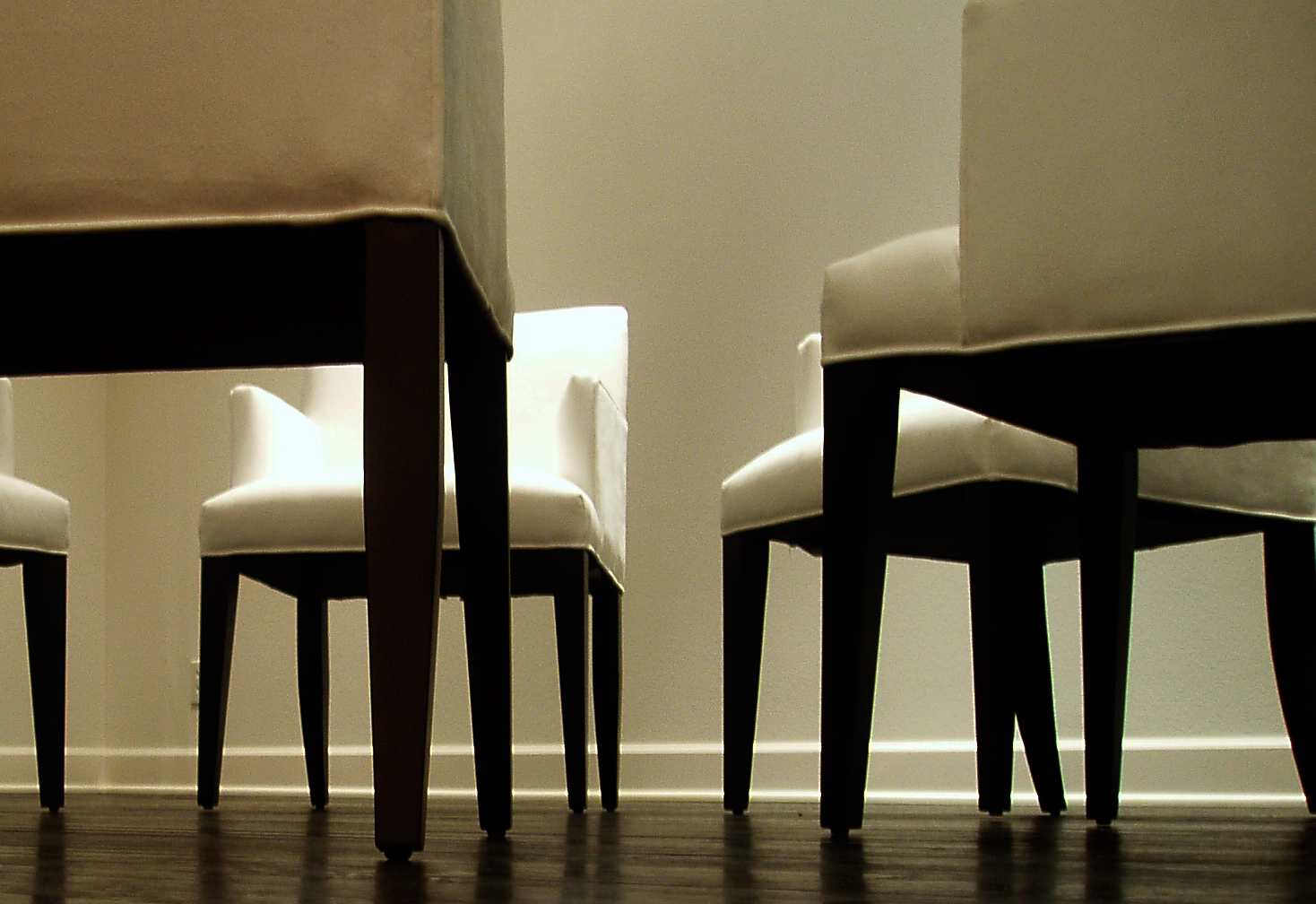
При погляді на фотографію людина відразу підсвідомо аналізує інформацію про властивості предметів, а також про тип і стан джерела світла

Колірна константність створює ілюзію, що квадрат A темніший за квадрат B, в той час як вони одного кольору

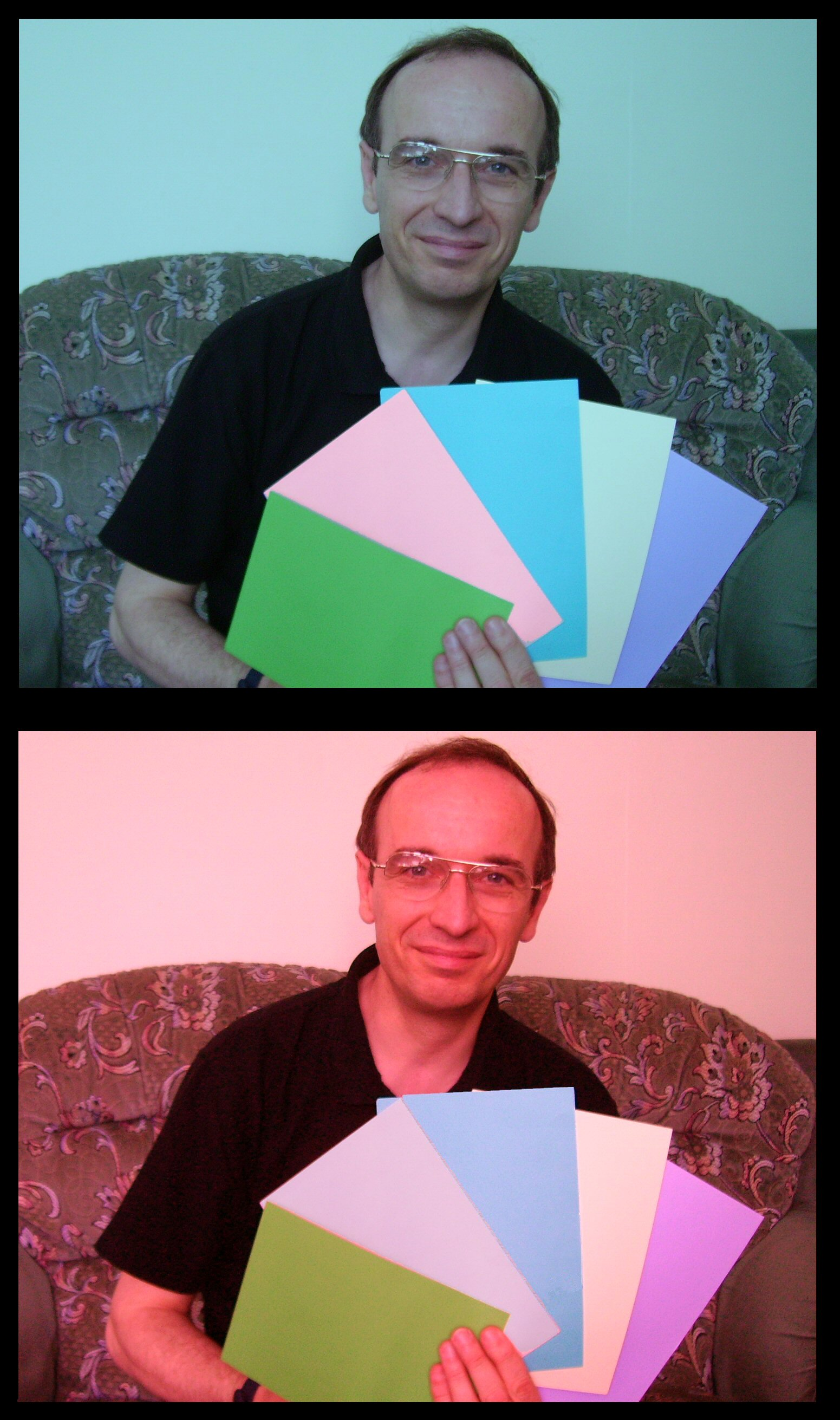
Другий листок зліва (рожевий) здається більш рожевим на верхній картинці. Насправді ж кольори однакові, але мозок змінює своє уявлення про колір за рахунок колірного балансу решти фотографії.

Константність сприйняття кольору, або закон постійності кольору — особливість людського сприйняття кольору, яка полягає в тому, що колір об'єкта, який сприймає людина, залишається приблизно однаковим при зміні кольору освітлення. Наприклад, око (а точніше, мозок) сприймає зелене яблуко зеленим як у середині дня, при білому освітленні, так і під час заходу, коли освітлення червоне.

## Фізіологічні причини
Цю властивість людського сприйняття забезпечують спеціалізовані нейрони в первинній зоровій корі головного мозку, які визначають локальний коефіцієнт активності колбочок сітківки ока. Те саме обчислюється в алгоритмі ретинекс Ленда для досягнення сталості кольору. Ці спеціалізовані клітини називають клітинами-двоантогоністами, тому що вони обчислюють як протидію кольору, так і просторову протидію. Клітини-двоантогоністи вперше знайшов у сітківці ока золотої рибки і описав Найджел Дов. Довгий час йшли дебати про існування цих клітин у зоровій системі приматів, зрештою їх існування було доведено за допомогою спостереження взаємозв'язку між рецептивних полем і спеціальними подразниками, якими вибірково активували колбочки тільки одного класу в кожен момент.
Колірона константність працює тільки тоді, коли світло містить досить широкий діапазон довжини хвиль. Різні колбочки сітківки ока реєструють світло різних діапазонів довжин хвиль. На основі цієї інформації зорова система намагається визначити приблизний склад освітлення, і в подальшому робить на нього поправку, щоб отримати «справжній колір об'єкта». Цей «виправлений» колір людина й відчуває.
Експериментально ефект можна показати в такий спосіб. Людині показують картинку, відому як «Мондріан» (на честь Піта Мондріана через схожість його картин із зображеннями на ній), на якій є численні кольорові плями. На картинку направлено три білих джерела світла: одне проєктується через червоний фільтр, інший проєктується через зелений, а третій — через синій. Людині пропонують відрегулювати інтенсивність світла так, щоб одна з плям на картинці стала білою. Після цього експериментатор вимірює інтенсивність червоного, зеленого і синього світла, відбитого від цієї білої плями. Потім експериментатор просить людину визначити колір сусідніх плям, наприклад, зеленої. Після чого експериментатор регулює джерела світла так, щоб інтенсивність червоного, синього і зеленого світла, відбитого від зеленої плями, стала такою ж, якою була спочатку при вимірюванні відбиття від білих плям. Колірна константність людини проявляється в тому, що зелена пляма продовжує видаватися зеленою, білі плями продовжують видаватися білими, а решта плям, як і раніше, мають оригінальні кольори.

## Теорія ретінекса
У 1971 році Едвін Г. Ленд сформулював теорію ретінекса, щоб пояснити даний ефект. Слово «Ретінекс» (retinex) складено зі слів «сітківка ока» (retina) і «кора» (cortex), маючи на увазі, що в процесі беруть участь як очі, так і мозок.
Здатність оцінювати і моделювати колірну константність необхідна для комп'ютерного зору. Внаслідок цієї необхідності розробляють безліч алгоритмів, в тому числі деякі алгоритми ретінекс . Ці алгоритми отримують в якості вхідних даних червоний / зелений / синій значення кожного пікселя зображення і намагаються оцінити відображення в кожній точці.
Один з таких алгоритмів працює наступним чином: обчислюються максимальні значення для всіх пікселів червоного r max, зеленого g max синього b max кольорів. Якщо припустити, що сцена містить об'єкти, які відбивають все червоне світло, а також, можливо, інші об'єкти, які відбивають все зелене світло, і ті, які відбивають все синє світло, можна зробити висновок, що джерело світла описується формулою (r max, g max, b max). Внаслідок цього для кожного пікселя із значенням (r, g, b) його відображення оцінюється як (r / r max, g / g max, b / b max).
Хоча моделі ретінекс як і раніше широко використовуються в комп'ютерному зорі, було показано, що вони не точно моделюють людське сприйняття кольору.
Алгоритм Retinex запатентований (патент належить NASA) і доступний під маркою PhotoFlair як самостійна програма і у вигляді фільтрів для Adobe Photoshop і Adobe Premiere на сайті правовласника, компанії TruView.

## Баланс білого кольору
У цифрових фотоапаратах та графічних редакторах існує функція корекції балансу білого кольору, яка частково імітує можливості суб'єктивного сприйняття, дозволяючи наблизити зняті в різних умовах освітлення фотографії до виду, який вийшов би при нейтральному висвітленні.